# Municipio de Ixtlahuacán
El municipio de Ixtlahuacán es uno de los diez municipios que conforman el estado mexicano de Colima. Su cabecera municipal es Ixtlahuacán. Según el censo de 2020, el municipio tiene un total  de 5,623 habitantes. El municipio limita al norte con el municipio de Colima,  al sur y oeste con el municipio de Tecomán, y al este con el estado de Michoacán

## Descripción
Fueron muchos los grupos étnicos que habitaron el estado de Colima. En el caso de Ixtlahuacán, las ruinas prehispánicas particularmente las tumbas de tiro cercanas a Chamila y a la gruta de San Gabriel, localizadas en este municipio, dan evidencia de que uno de los grupos étnicos que habitaron el lugar fueron los nahuas; dichos terrenos ahora forman parte de la atracción turística de este municipio. Otro rasgo determinante es que varios nombres de las poblaciones son de origen náhuatl, tales como: Zinacamitlán, Tamala, Chamila, Jiliotupa, entre otros.
En ellos está también Singapur  Tenochtitlán y kamatu

## Historia
En lo referente a la conformación religiosa, la evangelización de esta región se dio por la incursión de los frailes franciscanos, destacando Martín de Jesús O. de la Coruña y Chávez y su compañero, el clérigo Fray Francisco Pastrana. La religión católica fue instaurada en esta zona desde la Conquista de los españoles, alrededor de los años 1500-1566, misma que, hasta el momento, se sigue profesando mayoritariamente. La primera parroquia se construyó en su poblado más importante; se considera que en esa época, el centro político de esta región estuvo en el poblado de Chamilán (hoy comunidad de Chamila), y que en 1566 perteneció a la Real Corona española; para 1680 la población indígena de este lugar estaba constituida por 176 personas. Las fiestas que se celebraban eran Los Santos Reyes (su fiesta titular), La Transfiguración, Día de Nuestro Padre San Pedro, La Natividad, Día de la Concepción, fiesta de San Nicolás y Aniversario de los Cofrades. En el período de 1685 y 1778 aproximadamente, el poblado de Ixtlahuacán se constituyó en el centro más importante de la región, razón por la cual se ubicó ahí la nueva parroquia de Los Santos Reyes de Ixtlahuacán. Algunos datos históricos importantes, relativos a este municipio, son, que pese a la importancia de la zona, tuvo que pasar poco más de un siglo desde su conquista, para que se instauraran los primeros centros de salud ubicados en las comunidades de Acautlán, Chamilán, Ixtlahuacán, Malacatlán y Tamalán.
En lo que respecta al crecimiento económico inicial, se instalaron pozos con el propósito de hacer sal en La Manzanilla, lo cual desarrolló la actividad económica y social de la zona. A inicios del siglo XIX, hubo nociones acerca de la influencia de los dirigentes católicos en la población de indígenas; tal es el caso del cura Antonio Félix Barcárcel, señalado por su maltrato a esta gente, lo que generó en los creyentes dispersión y actitudes hurañas hacia los nuevos clérigos. Otro suceso significativo fue la participación en la lucha por la Independencia de México, lo cual propició un levantamiento en armas de los naturales de Ixtlahuacán; en respuesta, fueron atacados rápidamente por los Realistas de Colima, destruyendo e incendiando la cabecera municipal. A partir de ese momento, la trayectoria política del municipio fue inestable durante muchos años, a tal grado, que en 1928 llegó a desaparecer como municipio, y en 1950, al mismo tiempo que se le restituyó la categoría, se reestructuró territorialmente siendo anexada la parte sur (Cerro de Ortega) al municipio de Tecomán.

## Toponimia
Ixtlahuacán es un vocablo náhuatl que significa “Lugar desierto, sin árboles ni habitaciones, tierra plana, valle". Se identifica con un rectángulo horizontal y lleva unos ojos dentro o fuera de éste, en su conformación prehispánica (SEGOB-INAFED, 1999). En la conformación del estado, Ixtlahuacán fue uno de los primeros ayuntamientos y en aquel entonces su nombre era "Ixtlahuacán de los Reyes", que deja ver la hibridación entre la cultura náhuatl y la católica, pues al nombre original se agrega la connotación a los Reyes de Oriente (o Reyes magos) porque la parroquia del lugar se dedica a ellos.

### Principales localidades
El municipio está conformado por diez localidades:
- Ixtlahuacán, cabecera municipal y que lleva el mismo nombre;
- Las Conchas;
- Agua de la Virgen;
- Zinacamitlán;
- La presa;
- La Tunita;
- Las Trancas;
- Tamala;
- Chamila, donde se localiza un cementerio prehispánico de 300 años d. C.;
- San Gabriel, donde se localizan unas grutas que se explotan turísticamente por su gran cantidad de estalactitas y estalagmitas;
- El Plan del Zapote.

## Clima
El clima es cálido subhúmedo con lluvias en verano de menor humedad en el 96.25% de la superficie municipal, así como semiseco muy cálido y cálido en 3.75%. La temperatura promedio es de 26 °C y la precipitación pluvial promedio anual es de 901.8 milímetros
- Principales ecosistemas: el municipio de Ixtlahuacán cuenta con un 3.31% de bosque, en el cual se encuentran especies como roble y parota, de los cuales se extrae madera. La selva que hay en este territorio representa el 86.20% del territorio municipal. En ésta predomina el tepemezquite, la parota y el mojo; árbol que también es maderable.
- Recursos naturales: este municipio cuenta además con recursos minerales evidentes en varias minas de fierro, zinc, plomo, cobre, plata y dolomita, que no han sido explotadas aún.
- Características y uso del suelo: la región pertenece al periodo cuaternario, terciario y cretácico; las rocas son de tipo sedimentario, ígneas intrusivas y extrusivas; los tipos de suelo predominantes son: la caliza con 43.38% de la superficie municipal y la brecha volcánica intermedia con 15.10%. Se utiliza el 10.38% para la agricultura, el 0.11% para pastizal, 3.31% es ocupado por bosque y el 86.20% es selva.

## Medios y vías de comunicación
En este rubro, Ixtlahuacán se encuentra comunicado por una carretera asfaltada que entronca con la de cuatro carriles Colima-Manzanillo. Existen caminos rurales de terracería que comunican a la cabecera con las localidades y a las mismas entre sí. La transportación urbana no existe. En lo que se refiere a vehículos de pasajeros, hay servicio de taxis que hacen su recorrido al crucero de Turla donde los vecinos de Ixtlahuacán interceptan las rutas Manzanillo-Colima, también hay camiones de servicio público que recorren las comunidades. Pese a estas posibilidades, hay poca conectividad entre la capital del estado e Ixtlahuacán debido a que la carretera pese a ser asfaltada, es sinuosa, estrecha y con elevaciones; además, los camiones que conectan directamente a Ixtlahuacán con Colima, tienen sólo dos horarios (mañana y tarde), con lo cual Ixtlahuacán, junto con Minatitlán, son los municipios menos accesibles en el estado.
Existe comunicación telefónica, telégrafos y correos. Se capta la señal de televisión por medio de antenas parabólicas. En cuanto a la telefonía celular, es de uso muy reducido debido a que la recepción no es de buena calidad, ocasionado por la cantidad de cerros que rodean a la localidad y que impiden que la señal sea captada en buenas condiciones.

## Cultura
La Casa de la Cultura ubicada en Ixtlahuacán juega un papel muy importante para los niños, adolescentes y jóvenes, ya que en este lugar se ofertan talleres de danza regional o folklórica, danza moderna, artes plásticas y canto, y en el momento de la investigación, estaba por iniciar el taller de teatro. Además, la Casa de la Cultura tiene un programa de difusión cultural llamado “Domingos en la Plaza”, el cual consiste en difundir los grupos artísticos de la Casa de la Cultura y otro tipo de eventos como cine, modeladas, participación artística del público, con el fin de generar un espacio de recreación entre los ixtlahuaquenses. El Museo Comunitario de Ixtlahuacán cuenta con piezas prehispánicas, coloniales y libros de la parroquia que datan del siglo XVIII. También hay máscaras de algunas danzas elaboradas de madera, armas punzo-cortantes y objetos para medir granos, las cuales pertenecieron a diversas haciendas que existieron en la región, entre otros.
Este municipio aún conserva una serie de fiestas, danzas y tradiciones durante el año. Los ritos de tipo religioso que todavía perduran son de origen católico, dado que es el culto más profesado en este lugar. Esta tierra posee un mosaico de costumbres –algunas con rasgos coloniales–, en las que se encuentran: la pastorela, los mojigangos, el día de Muertos, los “angelitos en burros” y “la entrada de la leña”, entre otras. Además, se llevan a cabo otras festividades de diversa índole, como se muestra a continuación en el Calendario de festividades municipales;
- Chayacates: 6 de enero (danza de tradición indígena, una de las de mayor importancia en el municipio)
- Semana Santa: variable (matiz indígena/colonial, la “quema del Judas”)
- La “Feria del melón”: una semana antes de Semana Santa (parte de la actividad económica)
- Santa Cruz: 3 de mayo (tradición indígena/religiosa)
- Virgen de Fátima: el 13 de mayo (se festeja en el poblado de Agua de la Virgen)
- Santa Ana y las Fiestas Guadalupanas: 26 de julio (se celebra en Jiliotupa)
- Divino Salvador: 6 de septiembre
- La fiesta de San Miguel: 29 de septiembre (se lleva a cabo en la comunidad de Tamala /Danza)
- Danzas: San Antonio, Los Moros y La Natividad

Entre otros aspectos culturales se encuentra la música, las artesanías y la gastronomía. La música se caracteriza por el mariachi de esta región, y también por otros géneros como la banda y grupos modernos. Las artesanías: se elaboran hamacas de fibra de acapán, faroles de carrizo, canastas de otate, servilletas, manteles, almohadones, coronas para difuntos, arreglos, etc. En cuanto a la gastronomía: no varía mucho de la del resto del estado; ésta consta de platillos como: el mole dulce de gallina, el estofado, el caldo y sopa de gallina, los tamales de ceniza, de elote y de carne; éstos van acompañados por el atole (caliente, hecho con masa preparada) y las bebidas como el bate, el tejuino y las aguas frescas de varias frutas.

## Localidades
En el censo de 2020 el municipio de Ixtlahuacán contaba con 40 localidades.
| Código INEGI      | Localidad         | Población (2020) |
| ----------------- | ----------------- | ---------------- |
| 060060001         | Ixtlahuacán       | 2 985            |
| Otras localidades | Otras localidades | 2 638            |
| Total municipal   | Total municipal   | 5 623            |